# 빅토르 바사렐리

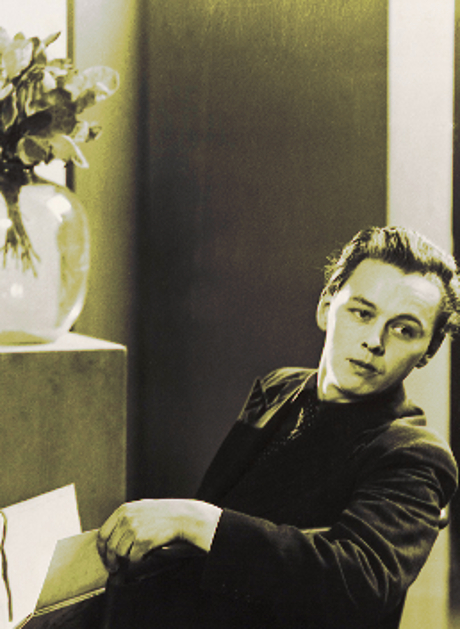

빅토르 바사렐리(1906년 4월 9일 ~ 1997년 3월 15일)는 헝가리계 프랑스 예술가이다. 그는 의사가 되기 위하여 부다페스트 대학 의학부의 입학 자격을 얻었으나 그것을 포기하고 디자인 학교에 진학하였다.
모홀리 나기의 작품에서 크게 감명을 받았고 말레비치, 몬드리안, 칸딘스키의 작업에서 영향을 받았다.
1930년 그는 파리로 이주하여 계속 파리파(派)의 한 사람으로 활약하였다. 전쟁 중에는 주로 그래픽의 작업에 종사하였으나 종전 후에는 재차 회화에 열성을 쏟았고 동시에 태피스리의 의장(意匠) 디자인이나 석판화 분야에서도 폭넓은 활약을 하였다. 그의 작품은 구성주의에서 큰 영향을 받은 것인데 기하학적인 색면구성에 의하여 순수한 객관을 화면에 나타내려고 의도하였다. 그는 정서적인 표현이나 주관의 표출을 극력 피하고 일반적으로 차가운 추상이라 일컬어지는 비개성적인 기하학적 형태의 배합으로써 순수한 것, 절대적인 것에 접근하려고 하였다.

## 같이 보기
- 마우리츠 코르넬리스 에셔